# Luciabeslutet
Luciabeslutet kallas det beslut om asylpolitiken som togs av den socialdemokratiska regeringen Carlsson I den 13 december 1989. Beslutet innebar att i fortsättningen bara så kallade "FN-flyktingar", som uppfyllde kraven enligt FN:s flyktingkonvention samt de med så kallade "särskilt starka skyddsbehov" skulle få politisk asyl i Sverige. Krigsvägran och flyktingliknande skäl, tidigare humanitära skäl, skulle heller inte godtas. Reglerna skulle gälla även dem som fanns i Sverige och väntade på besked, med undantag för barnfamiljer som vistats i Sverige i minst ett år.

## Bakgrund till beslutet
Bakgrunden ansågs vara den rekordstora flyktingströmmen till Sverige under andra halvåret 1989, då 20 000 personer kom jämfört med 19 000 under hela 1988.
De som skulle få uppehållstillstånd blev bara de som enligt FN:s status "hyser välgrundad fruktan för sin säkerhet och är förföljda på grund av ras, nationalitet, religion eller politisk tillhörighet". Runt den 20 december 1989 kom omkring 100 flyktingar om dagen till Sverige, i den största flyktingströmmen dit sedan andra världskriget och läget beskrevs som "permanent kritiskt". Nästan alla var bulgarienturkar, som kom via Polen och dåvarande Östtyskland. De åkte med båten Winston Churchill till Malmö och ansåg sig vara diskriminerade i Bulgarien men dagen därpå utvisades de och skickades med buss till Trelleborg där de skickades tillbaka med båt eftersom Sverige beslutat om nya bestämmelser med en invandringspolitik som inte skilde sig från övriga Europa och Norden. En grupp bulgarienturkar uppvaktade Maj-Lis Lööw och förklarade att de skulle sväva i livsfara om de sändes tillbaka, men hon förklarade att Bulgariens regering erkänt problemet med bulgarienturkarna och det ansåg hon vara hoppfullt.

## Riksdagspartiernas reaktion på beslutet
Den 14 december 1989 meddelade invandrarminister Maj-Lis Lööw (S) Sveriges riksdag det fattade beslutet. Företrädare för Moderaterna och Centerpartiet gav i de följande överläggningarna sitt muntliga stöd för regeringens politik medan riksdagsledamöter från Folkpartiet klargjorde tydligt att de var emot beslutet.

## Beslutet upphävs
I riksdagsvalet i september 1991 segrade de borgerliga partierna, Kristdemokraterna tog plats i riksdagen, och Carl Bildt tog över som statsminister. Den 19 december samma år meddelade regeringen Bildt att den upphävt luciabeslutet. I de följande överläggningarna sade sig Socialdemokraterna inte motsätta sig upphävandet och Folkpartiet välkomnade det. Miljöpartiet de gröna hade fallit under riksdagsspärren i föregående riksdagsval och deltog därför inte i voteringen.